# Spoorlijn Fredericia - Aarhus
De spoorlijn Fredericia - Århus is een spoorlijn tussen Fredericia en Århus van het schiereiland Jutland in Denemarken.

## Geschiedenis
De lijn werd in 1868 geopend door de Danske Statsbaner. Tussen 1916 en 1929 is de volledige lijn op dubbelspoor gebracht en geleidelijk aan gemoderniseerd tussen 1967 en 1975 om de maximumsnelheid te verhogen. In 1997 werd besloten om de lijn te elektrificeren, echter dit project is in 1999 stopgezet omdat de kosten te hoog waren.
Er komt een nieuw traject tussen Fredericia en Aarhus. Er wordt hiervoor een spoorbrug over de Vejle Fjord gebouwd. Hierdoor kan de snelheid tot 200 km/h worden verhoogd. Ook wordt de spoorlijn geëlektrificeerd.

## Treindiensten

### DSB
De Danske Statsbaner (DSB) verzorgt het personenvervoer op dit traject met RE / RB treinen.

## Aansluitingen
In de volgende plaatsen is of was er een aansluiting op de volgende spoorlijnen:

### Fredericia
- Fredericia - Padborg (Den østjyske længdebane)
- Nyborg - Fredericia (Den fynske hovedbane)

### Vejle
- Holstebro - Vejle

### Horsens
- Horsens - Juelsminde
- Horsens - Odder
- Horsens - Silkeborg
- Horsens - Thyregod

### Skanderborg
- Skanderborg - Skjern

### Århus
- Århus - Aalborg
- Århus - Ryomgård (Grenaabanen)
- Århus - Hov (Odderbanen)
- Århus - Thorsø (Hammelbanen)